# Реджинальд Вокер
Ре́джинальд Е́дгар Во́кер (англ. Reginald Edgar Walker; 16 березня 1889 — 5 листопада 1951)  — південноафриканський спринтер, Олімпійський чемпіон з бігу на 100 метрів (1908).

## Біографія
Народився 16 березня 1889 року в місті Дурбан , Південна Африка.
На IV літніх Олімпійських іграх в Лондоні у 1908 році брав участь в бігу на 100 метрів. Виграв всі попередні раунди. У фінальному забігу 22 липня 1908 року  переміг з результатом 10,8 сек., повторивши олімпійський рекорд. Став наймолодшим Олімпійським чемпіоном на цій дистанції (19 років і 128 днів).
Помер 5 листопада 1951 року в рідному місті Дурбан.